# Bromură de litiu
Bromura de litiu este un compus anorganic, o sare a litiului cu acidul bromhidric, cu formula chimică LiBr. Este un compus foarte higroscopic.

## Obținere
Bromura de litiu se obține în urma reacției dintre carbonatul de litiu și acidul bromhidric:
{\displaystyle {\ce {Li2CO3 + 2HBr -> 2 LiBr + H2O + CO2}}}

## Proprietăți
Această sare formează câteva forme hidratate, spre deosebire de alte bromuri alcaline. Forma sa anhidră prezintă o simetrie cubică.

## Utilizări
Bromura de litiu este utilizată ca agent de uscare, datorită proprietăților higroscopice. Este utilizată în sinteza organică și formează aducți cu unele molecule medicamentoase.
A fost utilizată în trecut ca sedativ, și fiind o sare de litiu era indicată și în tratamentul tulburării bipolare.